# Kelitu
Kelitu is een bestuurslaag in het regentschap Aceh Tengah van de provincie Atjeh, Indonesië. Kelitu telt 448 inwoners (volkstelling 2010).